# أثول شيرر
أثول شيرر (بالإنجليزية: Athole Shearer)‏ (20 نوفمبر 1900-17 مارس 1985) كانت ممثلة كندية أمريكية، كانت أخت نجمة الصور المتحركة نورما شيرر ومهندس الصوت السينمائي في أم جي أم دوغلاس شيرر.

## بداية حياتها
ولدت أثول دان شيرر في عام 1900 في مونتريال، كيبيك، كندا. انفصل والداها عندما كانت في سن المراهقة، وبعد ذلك بقي شقيقها دوغلاس مع والدهما أندرو في كندا، بينما انتقلت هي وأختها نورما إلى مدينة نيويورك مع والدتهما إديث، التي كانت تأمل في جذب بناتها إلى عالم العروض.

## العمل في الأفلام
في عام 1920، ظهرت الأخوات في أجزاء صغيرة في إنتاج تم تصويره في مواقع في نيويورك ونيوجيرسي و فلوريدا؛ ولكن سرعان ما انتقلت إديث معهم إلى كاليفورنيا بهدف تأمين عقود مع أحد الاستوديوهات في هوليوود.
ظهرت شيرر في إنتاجات في الساحل الشرقي من أدوار صغيرة غير مخطط لها في ثلاثة أفلام، أولها كانت تلميذة في ذي فليبر، كوميديا صامتة أصدرتها شركة سيلزنك الإنتاجية. في كاليفورنيا، انتهت مهنة أثول في التمثيل، ولم تتطور أو تحقق النجاح الذي حققته شقيقتها نورما في ميترو غولدوين ماير.

## مشاكل صحية
كان أحد العوامل المساهمة في عمل شيرر المحدود في الصور المتحركة مشاكلها الصحية المستمرة، وأبرزها صراعها الطويل مع الاضطراب ثنائي القطب، وهو اضطراب عانى منه والدها على الأرجح. أثبتت حالتها ومشاكلها الشخصية المرتبطة بالمرض أنها ضارة بمسيرتها السينمائية. في النهاية، طُلب من شيرير قضاء سنوات عديدة في المؤسسات العقلية حتى يتم تشخيص اضطرابها بشكل صحيح.

## الحياة الشخصية
في عام 1923، تزوجت شيرر من جون وارد، وأنجبت منه ابنًا، بيتر. انفصل الزوجان عام 1928؛ وفي 30 مايو من ذلك العام، تزوجت مرة أخرى من المخرج السينمائي الشهير هوارد هوكس، وأنجبت منه طفلين آخرين: ديفيد، المولود في عام 1929 و باربرا، المولودة في عام 1935. انفصلت هي وهوكس في عام 1940، على ما يقال بسبب هوكس علاقة غرامية مع سليم كيث في نيويورك وهوليوود، و التي تزوجها لاحقًا.

## الوفاة
توفت أثول شيرر في 1985 في لوس أنجلوس، كاليفورنيا. و تم دفنها في مقبرة فورست لون ميموريال بارك في جليندال، كاليفورنيا.

## الأفلام
- ذي فليبر (1920)
- واي داون ايست (1920)
- ذي ريست لِيس سيكس (1920)

## روابط خارجية
- أثول شيرر على موقع IMDb (الإنجليزية)
- أثول شيرر على موقع قاعدة بيانات الفيلم (الإنجليزية)